# سه زندگی
سه زندگی (به انگلیسی: Three Lives) کتابی از گرترود استاین منتشر شده به سال ۱۹۰۵ میلادی است. این اولین کتاب از گرترود استاین بوده‌است.

## درونمایه
داستان‌هایی دربارهٔ دو دختر خدمتکار و زنی سیاه‌پوست است. این کتاب باعث شهرت اولیه این نویسنده شده‌است. تحت تأثیر فلوبر نویسنده رئالیست فرانسوی تهیه شد و او را از نخستین نویسندگان عصر نوین آمریکا معرفی کرد، چه از نظر فکری، چه از نظر ادبی او دارای جایگاه ویژه ای شده بوده‌است.